# Roman Herzog Institut
Das Roman Herzog Institut e. V. mit Sitz in München ist ein interdisziplinär arbeitender Think Tank, der von bayerischen Arbeitgeber- und Wirtschaftsverbänden finanziert wird.

## Geschichte und Aufbau
Das Institut wurde 2002 auf Initiative des Unternehmers und Wirtschaftsfunktionärs Randolf Rodenstock gegründet. Altbundespräsident Roman Herzog war Schirmherr und Namensgeber des RHI. Sein Denken – insbesondere im Hinblick auf Bildungspolitik und Freiheit der wirtschaftlichen Neugestaltung – betrachtet das RHI als wegweisend für die Ausrichtung des Instituts.
Die Träger des RHI sind die Vereinigung der Bayerischen Wirtschaft, der Bayerische Unternehmensverband Metall und Elektro und der Verband der Bayerischen Metall- und Elektro-Industrie.
Auf personeller Ebene gibt es einige Verbindungen zur und Kooperationen mit der Lobbyorganisation Initiative Neue Soziale Marktwirtschaft (INSM). Der RHI-Vorsitzender Rodenstock ist zum Beispiel Botschafter der INSM. Roman Herzog trat für Kampagnen der INSM in Erscheinung. Das arbeitgebernahe Institut der deutschen Wirtschaft Köln ist enger Kooperationspartner des RHI und der INSM.
Seit 2014 vergibt das RHI einmal jährlich den Roman Herzog Forschungspreis Soziale Marktwirtschaft an drei Nachwuchswissenschaftler, die sich in ihren Dissertationen oder Habilitationen mit dem Thema Soziale Marktwirtschaft auseinandersetzen.

## Veröffentlichungen
In seinen Publikationen erarbeitet und veröffentlicht das RHI Denkansätze und konkrete Vorschläge und liefert nach eigenem Selbstverständnis Diskussionsstoff unter anderem für ein neues Leitbild der Sozialen Marktwirtschaft. Dabei fließen immer wieder aktuelle Diskussionen ein – so etwa die Debatte um die Vorzüge und Nachteile eines bedingungslosen Grundeinkommens für alle Bürger, wie auch zur ethischen Verantwortung von Managern und Unternehmern.

## Beirat
Bei der grundlegenden Ausrichtung der Forschungsarbeit wird das Institut von einem wissenschaftlichen Beirat unterstützt und beraten. Mitglieder des Beirats sind Dagmar Schipanski, Damian Borth, Bruno S. Frey, Dieter Frey, Nils Goldschmidt, Dominik Enste, Stefan Hradil und Rupprecht Podszun.